# Чиланзар (футбольний клуб, Ташкент)
Футбольний Клуб «Чиланзар» (Ташкент) або просто «Чиланзар» (узб. «Chilonzor» Toshkent futbol klubi) — професіональний узбецький футбольний клуб з міста Ташкент.

## Колишні назви
- 1993–1999: «Чиланзар» (Ташкент)
- 2012–...: «Пахтакор II-Чиланзар» (Ташкент)

## Історія
Футбольний клуб «Чиланзар» був заснований в Ташкенті в 1993 році. У 1994 році команда зайняла перше місце в своїй групі Другої ліги Узбекистану і вийшов до Першої ліги. У 1996 році клуб посів перше місце і отримав путівку до Вищої Ліги. Дебют у Вищій лізі виявився невдалим — 16-те місце, «Чиланзар» повернувся до Першої ліги. У 1998 році він закінчив змагання 17-му місці і вилетів до Другої ліги Узбекистану. Проте, в 1999 році, клуб через фінансові негаразди було розформовано.
На початку 2012 року вона була створена друга команда Пахтакору (Ташкент). Перед початком сезону 2012 року вона отримала назву «Пахтакор II-Чиланзар» (Ташкент) і знову почала виступати у Першій лізі.

## Досягнення
- Чемпіонат Узбекистану
  - 16-те місце (1): 1997

- Перша ліга Узбекистану
  -  Срібний призер (1): 1996

- Друга ліга Узбекистану
  -  Чемпіон (1): 1994

- Кубок Узбекистану:
  - 1/4 фіналу (1): 1996

## Відомі гравці
- Шухрат Жабборов
- Констянтин Кузнєцов
- Баходир Саїдкамолов
- Шерзод Шаріпов

## Тренери
- 1993–1996:  Рауф Інилеєв
- 1997:  Мустафа Белялов
- 1997:  Рауф Інилеєв

...